# Redmi Note 11T Pro
Redmi Note 11T Pro та Redmi Note 11T Pro+ — смартфони суббренда Xiaomi Redmi, що входять у серію Redmi Note і є наступниками Redmi Note 10 Pro 5G. Були представлені 24 травня 2022 року разом з Redmi Note 11SE. Як і попередник, вони пропонують дуже продуктивну платформу за відносно невелику ціну. Основними відмінностями між пристроями є ємність акумулятора та потужність зарядки.
На глобальному ринку Redmi Note 11T Pro був представлений 23 червня 2022 року разом з POCO F4 як POCO X4 GT, а в Індії — 20 липня того ж року під назвою Redmi K50i.

## Дизайн
Екран виконаний зі скла Corning Gorilla Glass 5. Задня та бокова частини виконані з пластику. Блок камери виконаний з алюмінію.
За дизайном смартфони схожі на більшість телефонів realme 2022 року.
Знизу розміщені роз'єм USB-C, динамік, мікрофон та слот під 2 SIM-картки. Зверху розташовані додатковий мікрофон, ІЧ-порт, другий динамік та 3,5 мм аудіороз'єм. З правого боку розміщені кнопки регулювання гучності та кнопка блокування смартфона, в яку вбудований сканер відбитків пальців.
Redmi Note 11T Pro та Note 11T Pro+ продавалися в 4 кольорах: Atomic Silver (сріблястий), Time Blue (блакитний), Milk Salt White (білий) та Midnight Black (чорний).
POCO X4 GT продавався в 3 кольорах: блакитному, чорному та сріблястому.
Redmi K50i продавався в 3 кольорах: Stealth Black (чорний), Phantom Blue (блакитний) та Quick Silver (сріблястий).

## Технічні характеристики

### Платформа
Пристрої отримали процесор MediaTek Dimensity 8100 з графічним процесором Mali-G610.

### Батарея
Redmi Note 11T Pro, Redmi K50i та POCO X4 GT отримали батарею об'ємом 5080 мА·год та підтримку швидкої зарядки на 67 Вт, а Redmi Note 11T Pro+ — 4400 мА·год і 120 Вт відповідно. У всіх моделей батарея літій-полімерного (Li-Po) типу.

### Камера
Смартфони отримали основну потрійну камеру 64 Мп, f/1.89 (ширококутний) з фазовим автофокусом + 8 Мп, f/2.2 (надширококутний) з кутом огляду 120° + 2 Мп, f/2.4 (макро) зі здатністю запису відео в роздільній здатності 4K@30fps. Фронтальна камера отримала роздільність 16 Мп, світлосилу f/2.5 (ширококутний) та можливість запису відео в роздільні здатності 1080p@60fps.

### Екран
Екран IPS LCD, 6.6", FullHD+ (2460 × 1080) зі співвідношенням сторін 20:9, щільністю пікселів 407 ppi, підтримкою технології HDR10, частотою оновлення екрану 144 Гц та круглим вирізом під фронтальну камеру зверху посередині.
Екран цих смартфонів стай єдиним LCD-дисплеєм, що отримав оцінку A+ від DisplayMate.

### Звук
Смартфони отримали стереодинаміки, розташовані на верхньому та нижньому торцях.

### Пам'ять
Redmi Note 11T Pro продавався в комплектаціях 6/128, 8/128, 8/256, 12/256 та 8/512 ГБ.
Redmi K50i продавався в комплектаціях 6/128, 8/128 та 8/256 ГБ.
POCO X4 GT продавався в комплектаціях 8/128 та 8/256 ГБ.
Redmi Note 11T Pro+ продавався в комплектаціях 8/128, 8/256 та 8/512 ГБ.

### Програмне забезпечення
Redmi Note 11T Pro, Note 11T Pro+ та K50i були випущені на MIUI 13, а POCO X4 GT — на MIUI 13 для POCO. Обидві оболонки працюють на базі Android 12. Пізніше всі моделі були оновлені до Xiaomi HyperOS 2 на базі Android 14.

## Redmi Note 11T Astro Boy Limited Edition
Redmi Note 11T Astro Boy Limited Edition — спеціальна версія Redmi Note 11T Pro+, присвячена манзі та аніме Astro Boy. Відрізняється стилізованим дизайном, коробкою, документацією, чохлом, наклейками та темою оформлення системи. Продавався в комплектації 8/256 ГБ.